# Барсуки (деревня, Жарковский район)
 Барсуки  — деревня в Жарковском муниципальном округе Тверской области.

## География
Находится в юго-западной части Тверской области на расстоянии приблизительно 14 км по прямой на восток-северо-восток по прямой от районного центра поселка Жарковский.

## История
Была показана на карте 1927 года как место дегтяного промысла. До 2022 года входила в состав ныне упразднённого Жарковского сельского поселения.

## Население
Численность населения: 5 (русские 100 %) в 2002 году, 1 в 2010.